# 朴昌玉
朴昌玉（パク・チャンオク、朝鮮語: 박창옥、1911年 - 1958年9月）は、朝鮮民主主義人民共和国の政治家。元副首相、朝鮮労働党の党中央委員。ソ連共産党の影響を受けたソ連派の有力な幹部の一人であった。

## 経歴
咸鏡北道出身。若くしてソビエト連邦に渡航し、ハバロフスクの朝鮮師範大学を卒業。1940年代、中央アジアの地区教育委員会議長。解放前に諜報員として朝鮮に送られていた。解放後は朝鮮労働党の理論誌「勤労者」の編集人となった。1948年3月に北朝鮮労働党第2回党大会で党宣伝部長に就任。1951年11月に許哥誼が左遷されると、その後任として朝鮮労働党秘に指名された。その後、朝鮮労働党の党中央委員・副首相となる。1955年12月27日、朝鮮労働党中央総会拡大会議において、朴昌玉らソ連国籍幹部は文学領域で「反党路線」を執行したと批判され、朴昌玉は政治委員会から除名された。朝鮮戦争後の1956年2月にソ連のフルシチョフによりスターリン批判が行われると、北朝鮮国内でも金日成の独裁政治への批判が強まり、1956年8月に8月宗派事件と言われるクーデター未遂事件が起こる。朴らソ連派の幹部は延安派の幹部と共に役職を解任されて失脚、東海岸にある木材加工場に追放された。中国とソ連の干渉を受けて、1956年9月の朝鮮労働党中央総会で朴昌玉の中央委員資格の回復が決定された。1956年11月中旬、木材加工場から建設中の馬洞セメント工場の総責任者に異動し、これは金日成によれば、反省と自らを正すための1年間の時間的猶予だという。
1957年、反党グループ事件の影響でソ連からの批判がかなり弱まっていることを確認した金日成は反対派の排除を開始し、同年9月に朴昌玉は刑務所入りとなった。軍事クーデターに参加した容疑をかけられ、1960年1月の秘密裁判で銃殺刑を宣告された。

## 参考
- アンドレイ・ランコフ 著、下斗米伸夫、石井知章 訳『スターリンから金日成へ 北朝鮮国家の形成1945～1960年』法政大学出版局、2011年。ISBN 978-4-5886-0316-7。
- 金学俊 著、李英 訳『北朝鮮五十年史―「金日成王朝」の夢と現実』朝日新聞社、1997年。ISBN 4-02-257170-5。
- 沈志華 著、朱建栄 訳『最後の「天朝」 毛沢東・金日成時代の中国と北朝鮮 上』岩波書店、2016年。ISBN 978-4-00-023066-7。
- 沈志華 著、朱建栄 訳『最後の「天朝」 毛沢東・金日成時代の中国と北朝鮮 下』岩波書店、2016年。ISBN 978-4-00-023067-4。